# ドラミ&ドラえもんズ ロボット学校七不思議!?
『ドラミ&ドラえもんズ ロボット学校七不思議!?』（ドラミアンドドラえもんズ ロボットがっこうななふしぎ）は、1996年3月2日に『ドラえもん のび太と銀河超特急』と同時に公開された日本のアニメ映画。
また、ザ・ドラえもんズが本格的に映画出演した最初の作品でもある。

## 概要
前年の『2112年 ドラえもん誕生』で初登場したザ・ドラえもんズの事実上最初の映画作品。本編では冒頭のドラミによるメンバーの紹介シーン、終盤のドラ・ザ・キッドによる親友テレカ入手の概説など、ドラえもんズについての解説が挿入され、構成もメンバーのキャラクター性を1人ずつ紹介するような形となっている。
当初はドラえもんズが主役の短編として企画されたものの、ドラえもんズの存在に否定的だった別紙壮一が難色を示した事からドラミを主役にした作品になったという。
ドラえもんズの設定および配役は『2112年 ドラえもん誕生』および前年に発売されたゲーム作品『ドラえもん 友情伝説ザ・ドラえもんズ』から大幅に変更されており、以降の作品は一部を除いて本作のキャラクター設定でほぼ統一されている。
また、田中道明による単行本化がされている。三谷幸広が描いたバージョンもあり2種類存在する。1つはストーリーも映画とは全く別の物でコミカルな内容になっており、もう1つは映画準拠のストーリーで大長編のようなシリアスな内容となっている。ただし、どちらも単行本化されていない。
今回はドラえもんズの中ではドラ・ザ・キッドが中心のストーリーとなっている。ドラミはストーリーの冒頭でポケットの中身を全部奪われ、ドラ・ザ・キッドも序盤で空気大砲が使えなくなってしまい、二人は「親友テレカ」など一部を除き、秘密道具なしで行動することになる。本編中で2人は恋仲となっており、この設定は他のメディアミックス作品にも反映されている。
古いロボットたちが新しいロボットに追われる使い捨て社会に対する寓話がある。
ドラえもんは本編の映画で主人公となるためか出番は非常に少なく、序盤で謎の物体に吸い込まれて行方不明になり、退場。終盤に再登場するものの、キッドに殴られて気絶してしまったため、最後のドラえもんズ全員が力を合わせるシーンにも参加できず、代わりにドラミが「親友テレカ」を掲げている。
なお、エンディングにはのび太、しずか、スネ夫、ジャイアン、セワシ、アララ（アララ・少年山賊団!）、ジュラノシン（ハロー恐竜キッズ!!）、クロウ（青いストローハット）、21エモン、ゴンスケ、モンガー、ミクジン（ドラビアンナイト）、ノラミャー子（ドラえもん誕生）がドラミの卒業式に出席している。ただし、いずれも声はない。

## あらすじ
ドラミの卒業式を間近に控えたある日、ドラえもんが母校であるロボット学校を訪問していたところ、突如として校内のロボットやコンピューターが暴走し、生徒たちを捕まえたり吸い込んでしまった。二人もその騒動に巻き込まれ、ドラミの目の前でドラえもんと校長も行方不明となる。
ドラミはドラえもんが残した親友テレカでザ・ドラえもんズを呼び出した。するといち早く現れたのはドラ・ザ・キッドだった。
ドラミはキッドをはじめとするドラえもんズのメンバーと協力しながら学校の反乱に立ち向かう。

## 登場人物
括弧内はドラえもんズの別名
ドラミ
声 - よこざわけい子
本作の主役。ロボット学校の卒業式を目前にして騒動に巻き込まれる。いち早く駆けつけたキッドと共に、学校を探索する。
最初はガサツで奔放で高所恐怖症のキッドに呆れ、互いに「ガサツ」「へちゃむくれ」と罵り合っていたが、自身を守ろうとするキッドに惹かれるようになる。
ドラ・ザ・キッド （ミスター・アメリカンドリーム 西部のガンマン）
声 - 難波圭一
もう一人の主役。陽気で明るいアメリカ合衆国のカウボーイだが、高所恐怖症なのが唯一の欠点。西部のサロンでどら焼きを食べようとした際にドラミからのSOSを最後に受け取り、ロボット学校に最初に到着する（白馬の王子をかたどったステンドグラスを破って登場し、ドラミが想像していた「白馬の王子様」を自称した）。したがって何も食べずに駆けつけることになり、空腹によって戦闘不能になる場面もしばしばある。
終盤では操られたドラえもんズにより電気アンテナを付けられたが、実際は四次元ハットの作用で洗脳を免れており、そのまま洗脳されたふりをしてドラミに近づき、彼女を守り抜く。そしてドラえもんズに発破をかけてドラえもん以外のメンバーの洗脳を解き、ダディ13号を破った。
自慢の武器である空気砲を暴走した工具の鉄人により自由の女神の形に加工されて使用不能にされ、無理に発射しようとした結果暴発して壊れてしまったが、エンディングでドラミに新しく授けられた。
王ドラ （中国四千年 究極のカンフー）
声 - 林原めぐみ
中国でカンフーの修行をしている達人。中国のとある山でカンフーの修行中にドラミからのSOSを最初に受け取り、2番目に到着（画面右側から工具の鉄人を蹴り倒して登場）。女の子には弱いが、本作ではその設定がなかったため、ドラミに対して特に変わった反応はしていない。工具の鉄人と対戦し、ヌンチャクを鉄人のハンマーで粉々にされるも、コードを足で切り勝利する。勝利後、漏電した鉄人のコードを踏んで感電し、気絶する。
ドラリーニョ （ブラジルの若きスーパーストライカー）
声 - 鈴木みえ
ブラジルでサッカーの試合に出ており、誰にも負けない俊敏の持ち主だが物忘れが激しい。試合中にイエローカードを提示された所にドラミからのSOSを2番目に受け取り、最後に到着（ミニドラを探して天井から降りてきて登場）。模型ロボットのトリケラトプスと対戦し、巨大地球儀をぶつけて勝利したが、その直後ダディ13号のコードに拘束され攫われる。
ドラニコフ （氷の大地 ロシアさすらいの星）
声 - 桜井敏治
ロシアで一人旅をしている謎のロボット。丸いものを見るとオオカミに変身し、さらに唐辛子やタバスコなどの辛いものを食べると口から火を吐く。
犬ぞりを引っ張っていた際にドラミからのSOSを4番目に受け取り、5番目に到着したが、登場時は給食室の調理ロボとともに氷漬けにされていた。キッドがドラミのリボン（キッドは耳だと思っている）を目に動かすことで球体にしたこと氷を破って復活。冷蔵庫ロボットと対戦し、キッドが飲ませた唐辛子ソースで火を吹いて一撃で勝利。勝利後も火を吐き暴走を続けた。
エル・マタドーラ （スペインは赤き情熱の闘牛士）
声 - 津久井教生
スペインでドラミにバラを渡すなどキザで女好きだが闘牛をしている熱血漢。ヒラリマントを操り、ドラえもんズ一の力持ちで大の昼寝好き。
闘牛場で闘牛中にドラミからのSOSを5番目に受け取り、4番目に到着。一斉に襲撃した跳び箱ロボットをマントで蹴散らして登場し、「天が呼ぶ。地が呼ぶ。人が呼ぶ。『牛を倒せ』とオレを呼ぶ。」という口上を発している。跳び箱ロボットと対戦し、2機の跳び箱ロボに拘束されるも合体していた跳び箱ロボを角で押し返し、バスケットボールのゴール・水泳用プール・重量挙げ用のバーベルの錘に飛ばして勝利する。勝利後はマットで昼寝をして、終盤まで行方不明となる。
次回作からは声優が中尾隆聖に変更されている。
ドラメッド三世 （古代アラビア砂漠 伝説の魔術師）
声 - 佐藤正治
アラビアで魔法を鍛えている魔術師。怒ると巨大化するが、水が大の苦手（当時はカナヅチという理由ではなく触るだけでもダメという設定であった）。
アラビアの水場上空に絨毯を浮かべて昼寝していた所、ドラミからのSOSを3番目に受け取り、その衝撃で水場に墜落。ロボット学校には3番目に到着し、ゴミ焼却炉で絨毯に乗って登場。パイプオルガンロボットと魔法のチャルメラで対戦し、チャルメラを破壊されるも巨大化してパンチで勝利する。しかしパイプが突き刺さったことで壊れた天井から流れ出した大量の水に押し流されて行方不明となる。
ドラえもん
声 - 大山のぶ代
妹のドラミのために22世紀へやって来たが、掃除機ロボットに吸い込まれ、校長や生徒と共に行方不明となり、終盤まで登場しなくなる。ラストにおけるドラミと洗脳が解けたドラえもんズとダディ13号との対峙の場面でも一人気絶したままであり、戦闘終了後にようやく目を覚まして一人「我ら、ドラえもんズ！」と叫んだ時には既に事件は解決しており、赤っ恥をかく羽目になった。
エンディングにて、序盤でキッドが壊した白馬の王子のステンドグラスを復元光線で元に戻した。
寺尾台校長
声 - 永井一郎
掃除機ロボットに吸い込まれ、ドラえもんや生徒と共に行方不明となる。
エド
声 - 二又一成
キッドのお供をしている馬のロボット。空を飛ぶことができて、関西弁。ロボット学校の危機でキッドと共に行動していたが、掃除機ロボットに吸い込まれてしまった。
マミィ14号
声 - 池田昌子
現在の学校の機能をコントロールしているイカのような姿の巨大コンピューター。語尾に「〜よ」が付く。本体は視聴覚室にあり、学校のいたるところを監視できるようになっている。何者かによって「ストップリング」をかけられ、機能を停止させられる。事件解決後に再起動し、ボディに組み込まれたダディ13号と共に学校を見守るようになる。

## 学校の七不思議
本作の悪役達。いずれもドラえもんズがまだ在学中に使われていた旧式型ロボット達であり、事件の影響で暴走し始めた。ドラえもんズ達に相次いで敗れ、事件解決後に正常に戻り、ダディ13号以外ドラミの卒業式に出席している。
掃除機ロボット（視聴覚室他）
ドラえもんズ在学中に使われていた掃除用ロボット。暴走によりドラえもん、校長、生徒達、エドを次々と吸い込んだ。この時点では正体不明だったが、視聴覚室にてキッドとドラミの前に再び現れた際これまでに出てきたロボット達が今は使われていない旧式ロボットであったことから正体を暴かれキッドとドラミの連携プレイで弱点である背中のスイッチをOFFにされ機能が停止した。
工具の鉄人（工作室）
声 - 郷里大輔
ドラえもんズ在学中に工作室のアシスタントをしていたロボット。暴走により生徒達がモナリザや招き猫、考える人などの芸術作品に変えられた。さまざまな工作用具を武器とするほか目の部分から巨大なドリルが出てくる。工作用具も巨大だが、空気砲を自由の女神に作り上げるほどの器用さを持つ。キッドも思わず「お見事」と言ってしまうほどの出来。弱点は動力源がコンセントで、王ドラにそこをつかれ敗北する。事件解決後、電池式となった。「作ってあげようね」が口癖（ドリル使用時は「穴開けちゃおうね」）。
パイプオルガンロボット（音楽室）
ドラえもんズ在学中に使用されていたパイプオルガンのロボットで劇中出てきた七不思議関連のロボットの中では最も巨大である。チューニングがずれているためその音を聞いたロボットは眠りについてしまう。映画ではヨハン・ゼバスティアン・バッハの『トッカータとフーガ』を演奏していた。ドラメッドIII世と対決し演奏で寝なかったために動き出すも最後は巨大化したドラメッドIII世のパンチで粉砕された。
跳び箱ロボット （体育館）
旧式の四脚歩行ロボット。1段1段独立しており,総勢は20段（=20機）×3台=60機。数に任せ襲ってくるほか合体して巨大なウシ型（漫画ではマンモス型）ロボットになる。エル・マタドーラと対決し動きを封じた後、角で突き刺そうとするも逆に受け止められ全機吹っ飛ばされる。
冷蔵庫ロボット（給食室）
声 - 島香裕
古くなったため使われていない冷蔵庫のロボット。キッドのポンコツという言葉に反応して、雪男のような形態に変身した。武器は口から出す吹雪でこれを使い給食室にいたロボット達を氷漬けにしていた（ドラニコフも氷漬けになっていたが、丸い物を見たため、氷漬けから解放した）。しかしキッドの機転で野獣化したドラニコフと対決し、最後は唐辛子ソースを飲んで放った炎に焼かれる。
模型ロボット（理科室 → 社会科教室）
声 - 茶風林
古くなってしまわれていたトリケラトプスの骨格標本ロボットで、生徒をホルマリン漬けにしていた（ドラリーニョのミニドラ達もホルマリン漬けになっていた）。ドラリーニョと対決し、最後はボールに見立てた巨大地球儀がヒットしサッカーゴールのような姿になってしまう。
ダディ13号（リフレッシュルーム）
声 - 納谷悟朗
ドラえもんズが在学していた当時、学校の機能をコントロールしていたタコのような姿の巨大コンピューター。語尾に「〜ぞ」が付く。
現在はリフレッシュルームで休息中だったが、気象衛星の事故で発生した雷の影響で暴走を開始し、旧型のロボットたちを操ってドラえもんズやドラミを追い詰め、かけつけてきた仲間たちを電気アンテナでドラえもんズを洗脳して支配下に置いた。リフレッシュルームにやって来たキッドとドラミをいいなりアンテナで自分の下僕にしようとするが失敗。最後はドラえもんズの親友テレカのパワーをこめたドラ・ザ・キッドの空気砲の一撃を受け、正気を取り戻した。戦いの中でボディがボロボロになってしまったため最終的にマミィ14号のボディに組み込まれることになり、共に力を合わせて学校を守っていくことになった。

## スタッフ
- 原作 - 藤子・F・不二雄
- 監督・脚本 - 米谷良知
- 脚本 - 寺田憲史
- 作画監督 - 高倉佳彦
- 美術監督 - 明石聖子
- 撮影監督 - 熊谷正弘
- 録音監督 - 大熊昭
- 音楽 - 田中公平
- 編集 - 岡安肇、小島俊彦、中葉由美子、村井秀明、川崎晃洋、三宅圭貴
- 動画チェック - 中村久子、藤野京子
- 特殊効果 - 土井通明
- 色指定 - 照屋美和子
- 原画 - 林静香、佐々木正勝、原勝徳、末吉裕一郎、千葉ゆみ、大久保修、増谷三郎、斉藤弘行
- アニメーション協力 - ベガエンタテイメント
- プロデューサー - 別紙壮一、増子相二郎、木村純一、岩本太郎
- 制作協力 - 藤子プロ、ASATSU
- 制作 - シンエイ動画、小学館、テレビ朝日

## 主題歌
- 「あなたを忘れない」

作詞・作曲 - 高見沢俊彦、編曲 - 井上鑑、歌 - Skirt
元々はミュージカル『ドラえもんミュージカル のび太の海底鬼岩城』及び『HEART ROCK MUSICAL 聖歌物語』のテーマソングとして使われていた曲。

## 受賞歴
- 第14回ゴールデングロス賞優秀銀賞[2]。